# Gara Ezeriș
Gara Ezeriș este o stație de cale ferată care deservește comuna Ezeriș, județul Caraș-Severin, România.